# Diplocentrus zacatecanus
Diplocentrus zacatecanus es una especie de escorpión o alacrán de la familia Diplocentridae del orden Scorpiones. Esta especie fue descrita por Hoffman en 1931, originalmente como una subespecie de D. keyserlingii. Posteriormente Sissom en 1994 elevó su categoría a especie.

## Nombre común
- Español: escorpión o alacrán de manos gordas de Zacatecas.[1]

## Clasificación y descripción de la especie
Son de tamaño mediano, llegando a alcanzar una talla que va de los 5 a los 6 cm de longitud; la coloración es naranja-marrón a marrón-rojizo; el carapacho presenta el margen anterior ligeramente granuloso, con una muesca poco profunda en la parte central dorsal, en forma de "V"; las patas son del mismo color que el cuerpo, las tenazas son robustas, en los machos se observa una granulación marcada en la parte exterior lateral, en las hembras es mucho más suave; el telson presenta un granulo justo en la unión con el aguijón, el cual es de tamaño pequeño.

## Distribución de la especie
Esta especie es endémica de México, se encuentra en los estados de Aguascalientes, México, Durango, Guanajuato, Hidalgo, Michoacán, Querétaro, San Luis Potosí y Zacatecas.

## Ambiente terrestre
Se le halla en altitudes que rondan los 2,000 metros s.n.m., donde el tipo de vegetación dominante es matorral crasicaule y pastizal, son de hábitos nocturnos, viven debajo de piedras de tamaño mediano.

## Estado de conservación
No se encuentra dentro de ninguna categoría de riesgo en las normas nacionales e internacionales, en buena medida porque se tiene poca información de la especie.

## Importancia cultural y usos
Su picadura no representa un problema de salud pública.